# Campeonato de Fórmula 3 de 2024
O Campeonato de Fórmula 3 da FIA de 2024 foi a sexta temporada do Campeonato de Fórmula 3 da FIA, um campeonato de automobilismo para carros de Fórmula 3, sancionado pela Federação Internacional de Automobilismo (FIA). É uma categoria de corridas de monopostos que serve como terceiro nível de corridas de fórmula no FIA Global Pathway. A categoria foi disputada em apoio a etapas selecionadas do Campeonato Mundial de Fórmula 1 da FIA de 2024. Como o campeonato é uma categoria de monotipos, todas as equipes e pilotos do campeonato disputam com o mesmo carro, o Dallara F3 2019, com motor 3,4 litros (207 cu in) motor V6 de aspiração natural desenvolvido pela Mecachrome, e pneus fornecidos pela Pirelli.
O piloto italiano Leonardo Fornaroli, da equipe Trident, conquistou o título do Campeonato de Pilotos após fazer uma ultrapassagem na última volta da corrida principal da etapa de Monza, a última rodada da temporada, com Fornaroli conseguindo uma marca histórica ao se tornar o primeiro piloto a vencer a Fórmula 1, Fórmula 2 ou Fórmula 3 sem conquistar uma vitória sequer ao longo da temporada. Enquanto, a equipe Prema Racing garantiu o título do Campeonato de Equipes na corrida principal da rodada de Spa-Francorchamps, conquistando assim o seu quinto título da categoria.

## Participantes
Os seguintes pilotos e equipes disputaram o Campeonato de Fórmula 3 da FIA de 2024.
| Equipe                                | No. | Piloto                   | Rodadas   |
| ------------------------------------- | --- | ------------------------ | --------- |
| Prema Racing                          | 1   | Dino Beganovic           | Todas     |
| Prema Racing                          | 2   | Gabriele Minì            | Todas     |
| Prema Racing                          | 3   | Arvid Lindblad           | Todas     |
| Trident                               | 4   | Leonardo Fornaroli       | Todas     |
| Trident                               | 5   | Sami Meguetounif         | Todas     |
| Trident                               | 6   | Santiago Ramos           | Todas     |
| MP Motorsport                         | 7   | Tim Tramnitz             | Todas     |
| MP Motorsport                         | 8   | Kacper Sztuka            | Todas     |
| MP Motorsport                         | 9   | Alex Dunne               | Todas     |
| Campos Racing                         | 10  | Oliver Goethe            | 1–9       |
| Campos Racing                         | 10  | Noah Strømsted           | 10        |
| Campos Racing                         | 11  | Sebastián Montoya        | Todas     |
| Campos Racing                         | 12  | Mari Boya                | Todas     |
| Hitech Pulse-Eight                    | 14  | Luke Browning            | Todas     |
| Hitech Pulse-Eight                    | 15  | Martinius Stenshorne     | 1–6, 8–10 |
| Hitech Pulse-Eight                    | 15  | James Wharton            | 7         |
| Hitech Pulse-Eight                    | 16  | Cian Shields             | Todas     |
| Jenzer Motorsport                     | 17  | Charlie Wurz             | Todas     |
| Jenzer Motorsport                     | 18  | Max Esterson             | Todas     |
| Jenzer Motorsport                     | 19  | Matías Zagazeta          | 1–3, 5–10 |
| Jenzer Motorsport                     | 19  | James Hedley             | 4         |
| Van Amersfoort Racing                 | 20  | Noel León                | Todas     |
| Van Amersfoort Racing                 | 21  | Sophia Flörsch           | Todas     |
| Van Amersfoort Racing                 | 22  | Tommy Smith              | Todas     |
| ART Grand Prix                        | 23  | Christian Mansell        | Todas     |
| ART Grand Prix                        | 24  | Laurens van Hoepen       | Todas     |
| ART Grand Prix                        | 25  | Nikola Tsolov            | 1–8, 10   |
| ART Grand Prix                        | 25  | Tuukka Taponen           | 9         |
| PHM AIX Racing (1–2) AIX Racing (3–4) | 26  | Tasanapol Inthraphuvasak | Todas     |
| PHM AIX Racing (1–2) AIX Racing (3–4) | 27  | Nikita Bedrin            | Todas     |
| PHM AIX Racing (1–2) AIX Racing (3–4) | 28  | Joshua Dufek             | Todas     |
| Rodin Motorsport                      | 29  | Callum Voisin            | Todas     |
| Rodin Motorsport                      | 30  | Piotr Wiśnicki           | Todas     |
| Rodin Motorsport                      | 31  | Joseph Loake             | Todas     |
| Fontes:                               |     |                          |           |

### Mudanças nas equipes
A equipe PHM Racing agora administrara suas operações de forma independente da Charouz Racing System, após esta última ter codirigido a equipe durante a temporada de 2023. Antes do início da temporada, a PHM também anunciou o AIX Investment Group como o seu novo patrocinador título, mudando assim o nome da equipe para "PHM AIX Racing".
Após a Rodin Cars se tornar o acionista majoritário da equipe Carlin em 2023 e, renomear ela como "Rodin Carlin", a família Carlin se retirou da equipe, com a Rodin assumindo a propriedade total e renomeando a equipe para "Rodin Motorsport".

#### Mudanças no meio da temporada
O AIX Investment Group concluiu a aquisição da PHM Racing antes da quarta rodada da temporada e rebatizou a equipe para AIX Racing.

### Mudanças de pilotos
A atual campeã das equipes, Prema Racing, viu dois de seus pilotos serem promovidos para a Fórmula 2, com Zak O'Sullivan entrando para a ART Grand Prix e Paul Aron assinando com a Hitech Pulse-Eight. Eles foram substituídos por Gabriele Minì, que deixou a Hitech depois de ter terminado em sétimo em sua temporada de estreia, e o júnior da Red Bull, Arvid Lindblad, que competiu na equipe da Prema na F4 italiana em 2023 e ficou em terceiro no campeonato.
A Trident também recrutou dois novos pilotos, já que o atual campeão Gabriel Bortoleto também foi promovido para a Fórmula 2 com a Invicta Racing e Oliver Goethe se mudará para a Campos Racing. A equipe contratou dois pilotos que participaram da FRECA por duas temporadas: Sami Meguetounif, que pilotou pela MP Motorsport e ficou em nono na classificação em 2023, e Santiago Ramos, que terminou a temporada de 2023 em décimo primeiro com a RPM.
A MP Motorsport colocou Franco Colapinto para competir por algumas rodadas na sua equipe da Fórmula 2 em 2023, decidiu mantê-lo por lá.
A equipe Campos Racing viu Christian Mansell se transferir para a ART Grand Prix e Pepe Martí avançar para a sua equipe de Fórmula 2. Assim, teve que contratar três novos pilotos, todos disputando a segunda temporada da F3: Oliver Goethe, que deixou a Trident após terminar em oitavo em 2023, Mari Boya, que saiu da MP Motorsport depois de terminar sua campanha de 2023 em 17º lugar e Sebastián Montoya deixou a Hitech Pulse-Eight, com quem ficou em 16º.
A Hitech substituiu Montoya e Minì pelo campeão de novatos da FRECA de 2023, Martinius Stenshorne, e o vice-campeão do Eurofórmula Open de 2023, Cian Shields.
O piloto da Jenzer Motorsport, Alex García, deixou o campeonato para se juntar a Isotta Fraschini na divisão Hypercar do Campeonato Mundial de Endurance. Charlie Wurz, filho do ex-piloto de F1 Alexander Wurz, substituí-o, saindo da competição de Fórmula Regional após vencer a FROC de 2023.
A Van Amersfoort Racing contratou o atual campeão da Eurofórmula Open, Noel León, para substituir Caio Collet, que deixou a categoria. Já Rafael Villagómez foi substituído por Sophia Flörsch, a primeira mulher a somar pontos na era moderna da Fórmula 3, que deixou a PHM AIX Racing após chegar em 23º lugar com a equipe em 2023.
Além de Mansell, a equipe ART Grand Prix também promoveu Laurens van Hoepen da FRECA depois de ficar em décimo lugar com ele no campeonato de 2023. Ele substituiu Grégoire Saucy, que deixou a série para se juntar à United Autosports na nova classe LMGT3 do Campeonato Mundial de Endurance.
O piloto de Rodin Motorsport, Oliver Gray, deixou a F3 e as corridas de monopostos para participar do campeonato europeu de Le Mans pela Inter Europol Competition. Ele foi substituído pelo atual campeão da GB3, Callum Voisin.

## Calendário de corridas
O calendário da temporada de 2024 foi anunciado em agosto de 2023:
| Rodada | Circuito                                  | Corrida curta | Corrida longa |
| ------ | ----------------------------------------- | ------------- | ------------- |
| 1      | Circuito Internacional do Barém, Sakhir   | 1 de março    | 2 de março    |
| 2      | Circuito de Albert Park, Melbourne        | 23 de março   | 24 de março   |
| 3      | Circuito de Ímola, Ímola                  | 18 de maio    | 19 de maio    |
| 4      | Circuito de Mônaco, Mônaco                | 25 de maio    | 26 de maio    |
| 5      | Circuito de Barcelona-Catalunha, Montmeló | 22 de junho   | 23 de junho   |
| 6      | Red Bull Ring, Spielberg                  | 29 de junho   | 30 de junho   |
| 7      | Circuito de Silverstone, Silverstone      | 6 de julho    | 7 de julho    |
| 8      | Hungaroring, Mogyoród                     | 20 de julho   | 21 de julho   |
| 9      | Circuito de Spa-Francorchamps, Stavelot   | 27 de julho   | 28 de julho   |
| 10     | Circuito de Monza, Monza                  | 31 de agosto  | 1 de setembro |
| Fonte: |                                           |               |               |

### Mudanças no calendário
- O Campeonato de Fórmula 3 da FIA retornou a Ímola depois que a etapa de 2023 foi cancelada devido às inundações em massa que afetaram a região.[38]

## Mudanças de regulamento

### Regulamentos técnicos
A Fórmula 3 competiu com 55% de combustível sustentável fornecido pela Aramco em 2023. Um aumento na sustentabilidade adicionada em 2024 para continuar trabalhando no sentido do uso de um combustível 100% sustentável até 2027.
- Depois de várias corridas em 2023 terem sido encurtadas devido a preocupações com a durabilidade do pneu médio da Pirelli, uma nova especificação de pneus foi introduzida.[41]

### Regulamentos esportivos
A partir desta temporada, novas regras foram introduzidas, tanto nos campeonatos de Fórmula 2 quanto nos de Fórmula 3, com o intuito de tentar evitar que os pilotos se beneficiem de causar bandeiras vermelhas durante as sessões de qualificação. Assim, se os comissários considerarem que um piloto causou uma bandeira vermelha durante a classificação, então o responsável passou a ter o seu tempo de volta mais rápido dessa sessão eliminado e era impedido de participar novamente nessa sessão.

## Resultados e classificações

### Resumo da temporada
| Round | Round | Circuit                        | Pole position      | volta mais rápida    | Piloto vencedor      | Equipe vencedora   | Report |
| ----- | ----- | ------------------------------ | ------------------ | -------------------- | -------------------- | ------------------ | ------ |
| 1     | CC    | Bahrain International Circuit  |                    | Laurens van Hoepen   | Arvid Lindblad       | Prema Racing       | Report |
| 1     | CL    | Bahrain International Circuit  | Dino Beganovic     | Dino Beganovic       | Luke Browning        | Hitech Pulse-Eight | Report |
| 2     | CC    | Albert Park Circuit            |                    | Luke Browning        | Martinius Stenshorne | Hitech Pulse-Eight | Report |
| 2     | CL    | Albert Park Circuit            | Leonardo Fornaroli | Dino Beganovic       | Dino Beganovic       | Prema Racing       | Report |
| 3     | CC    | Imola Circuit                  |                    | Oliver Goethe        | Oliver Goethe        | Campos Racing      | Report |
| 3     | CL    | Imola Circuit                  | Santiago Ramos     | Oliver Goethe        | Sami Meguetounif     | Trident            | Report |
| 4     | CC    | Circuit de Monaco              |                    | Dino Beganovic       | Nikola Tsolov        | ART Grand Prix     | Report |
| 4     | CL    | Circuit de Monaco              | Gabriele Minì      | Martinius Stenshorne | Gabriele Minì        | Prema Racing       | Report |
| 5     | CC    | Circuit de Barcelona-Catalunya |                    | Leonardo Fornaroli   | Mari Boya            | Campos Racing      | Report |
| 5     | CL    | Circuit de Barcelona-Catalunya | Christian Mansell  | Luke Browning        | Arvid Lindblad       | Prema Racing       | Report |
| 6     | CC    | Red Bull Ring                  |                    | Nikola Tsolov        | Nikola Tsolov        | ART Grand Prix     | Report |
| 6     | CL    | Red Bull Ring                  | Luke Browning      | Piotr Wiśnicki       | Luke Browning        | Hitech Pulse-Eight | Report |
| 7     | CC    | Silverstone Circuit            |                    | Arvid Lindblad       | Arvid Lindblad       | Prema Racing       | Report |
| 7     | CL    | Silverstone Circuit            | Luke Browning      | Gabriele Minì        | Arvid Lindblad       | Prema Racing       | Report |
| 8     | CC    | Hungaroring                    |                    | Joseph Loake         | Nikita Bedrin        | AIX Racing         | Report |
| 8     | CL    | Hungaroring                    | Laurens van Hoepen | Sami Meguetounif     | Nikola Tsolov        | ART Grand Prix     | Report |
| 9     | CC    | Circuit de Spa-Francorchamps   |                    | Noel León            | Dino Beganovic       | Prema Racing       | Report |
| 9     | CL    | Circuit de Spa-Francorchamps   | Callum Voisin      | Callum Voisin        | Callum Voisin        | Rodin Motorsport   | Report |
| 10    | CC    | Monza Circuit                  |                    | Leonardo Fornaroli   | Tim Tramnitz         | MP Motorsport      | Report |
| 10    | CL    | Monza Circuit                  | Leonardo Fornaroli | Martinius Stenshorne | Sami Meguetounif     | Trident            | Report |

### Sistema de Pontuação
Os pontos são atribuídos aos 10 melhores em ambas as corridas. O pole position da corrida longa também recebe dois pontos, e um ponto é dado ao piloto que estabelece a volta mais rápida nas corridas longa e curta, desde que esse piloto termine entre os dez primeiros. Nenhum ponto extra é concedido ao pole position da corrida curta, pois o grid para essa é definido pela inversão dos doze melhores qualificados.
Pontos da corrida curta
Os pontos serão atribuídos aos 10 melhores classificados. Pontos bônus são concedidos ao piloto que estabelece a volta mais rápida e termina entre os dez primeiros. Nenhum ponto de volta mais rápida é concedido se for ela definida por um piloto fora dos dez primeiros.
| Posição | 1st | 2nd | 3rd | 4th | 5th | 6th | 7th | 8th | 9th | 10th | VMR |
| Pontos  | 10  | 9   | 8   | 7   | 6   | 5   | 4   | 3   | 2   | 1    | 1   |

Pontos da corrida longa
Os pontos serão atribuídos aos dez melhores classificados. Pontos bônus são concedidos ao piloto que estabelece a volta mais rápida e termina entre os dez primeiros. Nenhum ponto de volta mais rápida é concedido se for ela definida por um piloto fora do dez primeiros.
| Posição | 1st | 2nd | 3rd | 4th | 5th | 6th | 7th | 8th | 9th | 10th | Pole | VMR |
| Pontos  | 25  | 18  | 15  | 12  | 10  | 8   | 6   | 4   | 2   | 1    | 2    | 1   |

### Campeonato de Pilotos
| Pos. | Equipe                   | BHR | BHR | ALB | ALB | IMO | IMO | MON | MON | CAT | CAT | RBR | RBR | SIL | SIL | HUN | HUN  | SPA | SPA  | MNZ | MNZ | Pontos |
| Pos. | Equipe                   | CC  | CL  | CC  | CL  | CC  | CL  | CC  | CL  | CC  | CL  | CC  | CL  | CC  | CL  | CC  | CL   | CC  | CL   | CC  | CL  | Pontos |
| ---- | ------------------------ | --- | --- | --- | --- | --- | --- | --- | --- | --- | --- | --- | --- | --- | --- | --- | ---- | --- | ---- | --- | --- | ------ |
| 1    | Leonardo Fornaroli       | 3   | 7F  | 9   | 2P  | 11  | 3   | 9   | 5   | 7F  | 3   | 12  | 9   | 10  | 7   | 7   | 3    | 9   | 3    | 8F  | 2P  | 153    |
| 2    | Gabriele Minì            | 7   | 6   | 6   | 3   | 6   | 6   | 11  | 1P  | Ret | 21  | 6   | 2   | 6   | 2F  | 14  | 11   | 2   | 13   | 9   | DSQ | 130    |
| 3    | Luke Browning            | 15  | 1   | 28  | 4   | 26† | 4   | 8   | 3F  | 12  | 5F  | 11  | 1P  | 24  | 8P  | 8   | 12   | 12  | 6    | 6   | 20  | 128    |
| 4    | Arvid Lindblad           | 1   | 8   | 2   | 11  | 8   | 7   | Ret | 4   | 9   | 1   | Ret | 7   | 1F  | 1   | 15  | 28†  | 15  | Ret  | 12  | 16  | 113    |
| 5    | Christian Mansell        | 14  | 2   | 10  | 10  | 12  | 20  | Ret | 2   | 11  | 2P  | 3   | 4   | 12  | 13  | 5   | 4F   | 16  | 21   | 22  | 3   | 112    |
| 6    | Dino Beganovic           | 29  | 13P | 13  | 1F  | 4   | 5   | 7F  | 6   | 8   | 8   | 15  | 3   | 11  | 19  | 3   | 9    | 1   | 11   | 4   | 9   | 109    |
| 7    | Oliver Goethe            | 9   | 10  | 5   | 9   | 1F  | 2F  | 10  | 10  | 3   | 4   | 7   | 5   | Ret | 6   | 11  | 8    | 6   | 19   |     |     | 94     |
| 8    | Sami Meguetounif         | 10  | 4   | 17  | 12  | Ret | 1   | 22† | Ret | Ret | 15  | 10  | 20  | 8   | 12  | 10  | 25   | 27  | 5    | 5   | 1   | 84     |
| 9    | Tim Tramnitz             | 5   | 3   | 12  | 15  | 2   | 11  | 2   | 8   | 10  | 11  | 8   | 15  | 25  | 14  | 4   | 20   | 4   | 9    | 1   | 6   | 81     |
| 10   | Noel León                | 22  | 12  | Ret | 25  | 3   | 19  | 4   | 23  | 6   | 9   | 9   | 23  | 2   | 10  | 12  | 2    | 3F  | 4    | Ret | 7   | 79     |
| 11   | Nikola Tsolov            | 4   | 11  | 20  | 19  | 13  | 26  | 1   | 27  | 13  | 6   | 1F  | 6   | 5   | 15  | 29  | 1    |     |      | 19  | 17  | 75     |
| 12   | Callum Voisin            | 17  | 21  | 18  | 21  | Ret | 29  | 12  | 13  | Ret | 16  | 14  | 25  | 4   | 3   | 6   | 6    | 7   | 1P F | 25  | 22† | 67     |
| 13   | Laurens van Hoepen       | 2F  | 15  | 3   | 13  | 7   | 13  | 3   | Ret | 5   | 29† | 5   | 8F  | 9   | 11  | 9   | DSQP | 10  | 12   | 13  | 8   | 58     |
| 14   | Alex Dunne               | 12  | 9   | 7   | 16  | 14  | 16  | Ret | 16  | 2   | 7   | 4   | 10  | 22  | Ret | 20  | 16   | 23  | 10   | 3   | 4   | 50     |
| 15   | Mari Boya                | 8   | 29  | 4F  | 7   | Ret | 9   | 6   | 7   | 1   | 14  | 22  | 18  | 16  | 23  | 18  | 10   | 28  | Ret  | 7   | Ret | 45     |
| 16   | Santiago Ramos           | 21  | 5   | 24  | 24  | 10  | 8P  | 15  | 14  | 21  | 10  | 24  | 13  | 19  | 16  | 28  | 5    | 8   | 8    | 2   | 18  | 44     |
| 17   | Sebastián Montoya        | 18  | 17  | 8   | 6   | 25  | 10  | 18  | 15  | Ret | 12  | Ret | Ret | 7   | Ret | 19  | 19   | 5   | 2    | 11  | 21  | 40     |
| 18   | Martinius Stenshorne     | 11  | 14  | 1   | 26  | 22  | 14  | 16  | 26  | 4   | 27  | 2   | 12  |     |     | 13  | 13   | 18  | Ret  | 10  | 5F  | 38     |
| 19   | Nikita Bedrin            | 13  | 20  | 21  | 8   | 9   | 30  | Ret | 24  | Ret | 30† | 13  | Ret | 13  | 9   | 1F  | 7    | 13  | 20   | Ret | 13  | 25     |
| 20   | Tommy Smith              | 28  | 22  | 27  | Ret | 24  | 27  | 13  | 12  | 18  | 25  | 21  | 22  | 21  | 4   | 25  | 24   | 25  | 16   | 23  | 15  | 12     |
| 21   | Max Esterson             | 6   | 24  | 26  | 14  | 18  | 21  | 14  | 17  | 22  | 23  | 18  | 17  | Ret | 18  | 16  | 15   | Ret | 7    | Ret | Ret | 11     |
| 22   | Charlie Wurz             | 19  | 16  | 11  | 5   | 23  | 24  | 19  | Ret | 16  | 13  | 20  | 27  | Ret | Ret | 17  | Ret  | 26  | 23   | 24† | 14  | 10     |
| 23   | Piotr Wiśnicki           | 25  | 25  | 23  | 23  | 20  | 23  | 21  | 25  | 24  | 24  | 23  | 19  | 14  | 5   | 24  | 21   | 21  | 24   | Ret | Ret | 10     |
| 24   | Tasanapol Inthraphuvasak | 16  | 19  | Ret | Ret | Ret | 28  | 17  | 18  | 25  | 26  | 27  | 26  | 20  | 20  | 2   | 14   | 29  | 15   | 21  | 11  | 9      |
| 25   | Matías Zagazeta          | Ret | 18  | 15  | 17  | 17  | 17  |     |     | 19  | 19  | 17  | 14  | 3   | 22  | Ret | 27†  | 17  | 17   | 14  | Ret | 8      |
| 26   | Joseph Loake             | 27  | 23  | 14  | Ret | 21  | 25  | 5   | 9   | 15  | 22  | 19  | 24  | 15  | 24  | 26  | 26   | 11  | 25   | 15  | 19  | 8      |
| 27   | Kacper Sztuka            | 20  | 28  | 16  | 18  | 5   | 15  | Ret | 11  | 23  | 28  | Ret | 16  | Ret | 17  | 27  | 18   | 20  | 18   | 18  | 12  | 6      |
| 28   | Joshua Dufek             | 24  | 27  | 22  | 22  | 16  | 22  | Ret | 20  | 17  | 17  | 25  | Ret | 23  | Ret | 22  | 22   | 24  | 14   | Ret | 10  | 1      |
| 29   | Sophia Flörsch           | 23  | 30† | 19  | Ret | 15  | 12  | Ret | 19  | 20  | 18  | 26  | 11  | Ret | Ret | 23  | 23   | 19  | Ret  | 16  | Ret | 0      |
| 30   | Cian Shields             | 26  | 26  | 25  | 20  | 19  | 18  | Ret | 21  | 14  | 20  | 16  | 21  | 17  | Ret | 21  | 17   | 22  | 22   | 20  | Ret | 0      |
| 31   | Tuukka Taponen           |     |     |     |     |     |     |     |     |     |     |     |     |     |     |     |      | 14  | Ret  |     |     | 0      |
| 32   | Noah Strømsted           |     |     |     |     |     |     |     |     |     |     |     |     |     |     |     |      |     |      | 17  | 23† | 0      |
| 33   | James Wharton            |     |     |     |     |     |     |     |     |     |     |     |     | 18  | 21  |     |      |     |      |     |     | 0      |
| 34   | James Hedley             |     |     |     |     |     |     | 20  | 22  |     |     |     |     |     |     |     |      |     |      |     |     | 0      |
| Pos. | Piloto                   | CC  | CL  | CC  | CL  | CC  | CL  | CC  | CL  | CC  | CL  | CC  | CL  | CC  | CL  | CC  | CL   | CC  | CL   | CC  | CL  | Pontos |
| Pos. | Piloto                   | BHR | BHR | ALB | ALB | IMO | IMO | MON | MON | CAT | CAT | RBR | RBR | SIL | SIL | HUN | HUN  | SPA | SPA  | MNZ | MNZ | Pontos |

| Cor        | Resultado             |
| ---------- | --------------------- |
| Ouro       | Vencedor              |
| Prata      | 2.º lugar             |
| Bronze     | 3.º lugar             |
| Verde      | Terminou, nos pontos  |
| Azul       | Terminou, sem pontos  |
| Púrpura    | Ret – Retirou-se      |
| Vermelho   | NQ – Não qualificado  |
| Preto      | DSQ – Desqualificado  |
| Branco     | NL – Não largou       |
| Branco     | C – Corrida cancelada |
| Azul claro | AT – Apenas Treino    |
| Sem cor    | NP – Não participou   |
| Sem cor    | Les – Lesionado       |
| Sem cor    | EX – Excluído         |

Notas:
- † – O piloto não terminou a prova, mas foi classificado por ter completado mais de 90% da distância percorrida.

### Campeonato de Equipes
| Pos. | Equipe                                 | BHR | BHR | ALB | ALB | IMO | IMO | MON | MON | CAT | CAT | RBR | RBR | SIL | SIL | HUN | HUN  | SPA | SPA  | MNZ | MNZ | Pontos |
| Pos. | Equipe                                 | CC  | CL  | CC  | CL  | CC  | CL  | CC  | CL  | CC  | CL  | CC  | CL  | CC  | CL  | CC  | CL   | CC  | CL   | CC  | CL  | Pontos |
| ---- | -------------------------------------- | --- | --- | --- | --- | --- | --- | --- | --- | --- | --- | --- | --- | --- | --- | --- | ---- | --- | ---- | --- | --- | ------ |
| 1    | Prema Racing                           | 1   | 6   | 2   | 1F  | 4   | 5   | 7F  | 1P  | 8   | 1   | 6   | 2   | 1F  | 1   | 3   | 9    | 1   | 11   | 4   | 9   | 352    |
| 1    | Prema Racing                           | 7   | 8   | 6   | 3   | 6   | 6   | 11  | 4   | 9   | 8   | 15  | 3   | 6   | 2F  | 14  | 11   | 2   | 13   | 9   | 16  | 352    |
| 1    | Prema Racing                           | 29  | 13P | 13  | 11  | 8   | 7   | Ret | 6   | Ret | 21  | Ret | 7   | 11  | 19  | 15  | 28†  | 15  | Ret  | 12  | DSQ | 352    |
| 2    | Trident                                | 3   | 4   | 9   | 2P  | 10  | 1   | 9   | 5   | 7F  | 3   | 10  | 9   | 8   | 7   | 7   | 3    | 8   | 3    | 2   | 1   | 281    |
| 2    | Trident                                | 10  | 5   | 17  | 12  | 11  | 3   | 15  | 14  | 21  | 10  | 12  | 13  | 10  | 12  | 10  | 5    | 9   | 5    | 5   | 2P  | 281    |
| 2    | Trident                                | 21  | 7F  | 24  | 24  | Ret | 8P  | 22† | Ret | Ret | 15  | 24  | 20  | 19  | 16  | 28  | 25   | 27  | 8    | 8F  | 18  | 281    |
| 3    | ART Grand Prix                         | 2F  | 2   | 3   | 10  | 7   | 13  | 1   | 2   | 5   | 2P  | 1F  | 4   | 5   | 11  | 5   | 1    | 10  | 12   | 13  | 3   | 245    |
| 3    | ART Grand Prix                         | 4   | 11  | 10  | 13  | 12  | 20  | 3   | 27  | 11  | 6   | 3   | 6   | 9   | 13  | 9   | 4F   | 14  | 21   | 19  | 8   | 245    |
| 3    | ART Grand Prix                         | 14  | 15  | 20  | 19  | 13  | 26  | Ret | Ret | 13  | 29† | 5   | 8F  | 12  | 15  | 29  | DSQP | 16  | Ret  | 22  | 17  | 245    |
| 4    | Campos Racing                          | 8   | 10  | 4F  | 6   | 1F  | 2F  | 6   | 7   | 1   | 4   | 7   | 5   | 7   | 6   | 11  | 8    | 5   | 2    | 7   | 21  | 179    |
| 4    | Campos Racing                          | 9   | 17  | 5   | 7   | 25  | 9   | 10  | 10  | 3   | 12  | 22  | 18  | 16  | 23  | 18  | 10   | 6   | 19   | 11  | 23† | 179    |
| 4    | Campos Racing                          | 18  | 29  | 8   | 9   | Ret | 10  | 18  | 15  | Ret | 14  | Ret | Ret | Ret | Ret | 19  | 19   | 28  | Ret  | 17  | Ret | 179    |
| 5    | Hitech Pulse-Eight                     | 11  | 1   | 1   | 4   | 19  | 4   | 8   | 3F  | 4   | 5F  | 2   | 1P  | 17  | 8P  | 8   | 12   | 12  | 6    | 6   | 5F  | 166    |
| 5    | Hitech Pulse-Eight                     | 15  | 14  | 25  | 20  | 22  | 14  | 16  | 21  | 12  | 20  | 11  | 12  | 18  | 21  | 13  | 13   | 18  | 22   | 10  | 20  | 166    |
| 5    | Hitech Pulse-Eight                     | 26  | 26  | 28  | 26  | 26† | 18  | Ret | 26  | 14  | 27  | 16  | 21  | 24  | Ret | 21  | 17   | 22  | Ret  | 20  | Ret | 166    |
| 6    | MP Motorsport                          | 5   | 3   | 7   | 15  | 2   | 11  | 2   | 8   | 2   | 7   | 4   | 10  | 22  | 14  | 4   | 16   | 4   | 9    | 1   | 4   | 137    |
| 6    | MP Motorsport                          | 12  | 9   | 12  | 16  | 5   | 15  | Ret | 11  | 10  | 11  | 8   | 15  | 25  | 17  | 20  | 18   | 20  | 10   | 3   | 6   | 137    |
| 6    | MP Motorsport                          | 20  | 28  | 16  | 18  | 14  | 16  | Ret | 16  | 23  | 28  | Ret | 16  | Ret | Ret | 27  | 20   | 23  | 18   | 18  | 12  | 137    |
| 7    | Van Amersfoort Racing                  | 22  | 12  | 19  | 25  | 3   | 12  | 4   | 12  | 6   | 9   | 9   | 11  | 2   | 4   | 12  | 2    | 3F  | 4    | 16  | 7   | 91     |
| 7    | Van Amersfoort Racing                  | 23  | 22  | 27  | Ret | 15  | 19  | 13  | 19  | 18  | 18  | 21  | 22  | 21  | 10  | 23  | 23   | 19  | 16   | 23  | 15  | 91     |
| 7    | Van Amersfoort Racing                  | 28  | 30† | Ret | Ret | 24  | 27  | Ret | 23  | 20  | 25  | 26  | 23  | Ret | Ret | 25  | 24   | 25  | Ret  | Ret | Ret | 91     |
| 8    | Rodin Motorsport                       | 17  | 21  | 14  | 21  | 20  | 23  | 5   | 9   | 15  | 16  | 14  | 19  | 4   | 3   | 6   | 6    | 7   | 1P F | 15  | 19  | 85     |
| 8    | Rodin Motorsport                       | 25  | 23  | 18  | 23  | 21  | 25  | 12  | 13  | 24  | 22  | 19  | 24  | 14  | 5   | 24  | 21   | 11  | 24   | 25  | 22† | 85     |
| 8    | Rodin Motorsport                       | 27  | 25  | 23  | Ret | Ret | 29  | 21  | 25  | Ret | 24  | 23  | 25  | 15  | 24  | 26  | 26   | 21  | 25   | Ret | Ret | 85     |
| 9    | PHM AIX Racing (1–2) AIX Racing (3–10) | 13  | 19  | 21  | 8   | 9   | 22  | 17  | 18  | 17  | 17  | 13  | 26  | 13  | 9   | 1F  | 7    | 13  | 14   | 21  | 10  | 35     |
| 9    | PHM AIX Racing (1–2) AIX Racing (3–10) | 16  | 20  | 22  | 22  | 16  | 28  | Ret | 20  | 25  | 26  | 25  | Ret | 20  | 20  | 2   | 14   | 24  | 15   | Ret | 11  | 35     |
| 9    | PHM AIX Racing (1–2) AIX Racing (3–10) | 24  | 27  | Ret | Ret | Ret | 30  | Ret | 24  | Ret | 30† | 27  | Ret | 23  | Ret | 22  | 22   | 29  | 20   | Ret | 13  | 35     |
| 10   | Jenzer Motorsport                      | 6   | 16  | 11  | 5   | 17  | 17  | 14  | 17  | 16  | 13  | 17  | 14  | 3   | 18  | 16  | 15   | 17  | 7    | 14  | 14  | 29     |
| 10   | Jenzer Motorsport                      | 19  | 18  | 15  | 14  | 18  | 21  | 19  | 22  | 19  | 19  | 18  | 17  | Ret | 22  | 17  | 27†  | 26  | 17   | 24† | Ret | 29     |
| 10   | Jenzer Motorsport                      | Ret | 24  | 26  | 17  | 23  | 24  | 20  | Ret | 22  | 23  | 20  | 27  | Ret | Ret | Ret | Ret  | Ret | 23   | Ret | Ret | 29     |
| Pos. | Equipes                                | CC  | CL  | CC  | CL  | CC  | CL  | CC  | CL  | CC  | CL  | CC  | CL  | CC  | CL  | CC  | CL   | CC  | CL   | CC  | CL  | Pontos |
| Pos. | Equipes                                | BHR | BHR | ALB | ALB | IMO | IMO | MON | MON | CAT | CAT | RBR | RBR | SIL | SIL | HUN | HUN  | SPA | SPA  | MNZ | MNZ | Pontos |

| Cor        | Resultado             |
| ---------- | --------------------- |
| Ouro       | Vencedor              |
| Prata      | 2.º lugar             |
| Bronze     | 3.º lugar             |
| Verde      | Terminou, nos pontos  |
| Azul       | Terminou, sem pontos  |
| Púrpura    | Ret – Retirou-se      |
| Vermelho   | NQ – Não qualificado  |
| Preto      | DSQ – Desqualificado  |
| Branco     | NL – Não largou       |
| Branco     | C – Corrida cancelada |
| Azul claro | AT – Apenas Treino    |
| Sem cor    | NP – Não participou   |
| Sem cor    | Les – Lesionado       |
| Sem cor    | EX – Excluído         |

Notas: